# Kwaku Boateng
Kwaku-Barima Boateng (Eastmont, 30 giugno 1974) è un ex altista ghanese naturalizzato canadese, vincitore di una medaglia d'oro ai Giochi panamericani 1999.

## Biografia
Nato in Ghana, nazione per cui ha gareggiato ai Giochi del Commonwealth 1994, Boateng si è trasferito presto in Canada sotto la status di rifugiato. Ha acquisito la cittadinanza canadese nel 1997, potendo così prendere parte alle successive competizioni internazionali a partire dai Mondiali indoor di quell'anno. Nel 1999 è arrivato secondo ai Giochi panamericani canadesi, parimenti con il collega connazionale Mark Boswell. Entrambi gli atleti sono stati successivamente insigniti della medaglia d'oro in seguito alla sospensione e revoca della vittoria per uso di cocaina del vincitore, l'altista cubano Javier Sotomayor. Nel medesimo anno ha guadagnato la finale ai Mondiali in Spagna. Nel 2000 ha potuto partecipare ai suoi primi Giochi olimpici a Sydney 2000, terminando dodicesimo. Nel 2002 vince la medaglia d'argento ai Giochi del Commonwealth alle spalle di Boswell. Inoltre, vivendo in Québec, Boateng ha riportato nella sua carriera due medaglie d'argento per la provincia francofona in due diverse edizioni dei Giochi della Francofonia.

## Palmarès
| Anno                         | Manifestazione           | Sede       | Evento        | Risultato | Prestazione | Note |
| ---------------------------- | ------------------------ | ---------- | ------------- | --------- | ----------- | ---- |
| In rappresentanza del Ghana  |                          |            |               |           |             |      |
| 1994                         | Giochi del Commonwealth  | Victoria   | Salto in alto | 20º (q)   | 2,05 m      |      |
| In rappresentanza del Canada |                          |            |               |           |             |      |
| 1997                         | Mondiali indoor          | Parigi     | Salto in alto | 18º (q)   | 2,20 m      |      |
| 1999                         | Giochi panamericani      | Winnipeg   | Salto in alto | Oro       | 2,25 m      |      |
| 1999                         | Mondiali                 | Siviglia   | Salto in alto | 6º        | 2,29 m      |      |
| 2000                         | Giochi olimpici          | Sydney     | Salto in alto | 12º       | 2,25 m      |      |
| 2001                         | Mondiali indoor          | Lisbona    | Salto in alto | 12º       | 2,20 m      |      |
| 2001                         | Mondiali                 | Edmonton   | Salto in alto | 8º        | 2,25 m      |      |
| 2002                         | Giochi del Commonwealth  | Manchester | Salto in alto | Argento   | 2,25 m      |      |
| In rappresentanza del Québec |                          |            |               |           |             |      |
| 2001                         | Giochi della Francofonia | Ottawa     | Salto in alto | Argento   | 2,31 m      |      |
| 2005                         | Giochi della Francofonia | Niamey     | Salto in alto | Argento   | 2,20 m      |      |